# Простановая кислота
Простановая кислота (7-(2-октилциклопентил)гептановая кислота) — это насыщенная жирная кислота, которая содержит циклопентановое кольцо. Её производными являются простагландины — липидные физиологически активные вещества. Простановая кислота не найдена в природе, но она может быть синтезирована искусственно.

## Синтез
Впервые синтез простановой кислоты из 1-формил-циклопентена был детально рассмотрен в научной литературе в 1975 году группой французских фармакологов. Через год группа японских ученых, работавших в центральной исследовательской лаборатории фирмы «Sankyo Co., Ltd.» (Синагава, Токио), опубликовала другой способ получения простановой кислоты из 2-[4-гидрокси-5-(метоксиметил)циклопент-2-ен-1-ил]уксусной кислоты. В 1986 году группа японских ученых из университета Кюсю в Фукуоке предложила свою схему получения простановой кислоты из лимонена.